# Mala Vrbica (Mladenovac)
Mala Vrbica (Servisch cyrillisch Мала Врбица) is een plaats in de Servische gemeente Mladenovac. De plaats telt 368 inwoners (2002).